# Émile Clapeyron
Benoît Pierre Émile Clapeyron (franskt uttal [klapɛʁɔ̃ ]), född 26 januari 1799 och död 28 januari 1864, var en fransk ingenjör och fysiker.

## Biografi
Efter avslutad ingenjörsutbildning flyttade Clapeyron till Sankt Petersburg, där han så småningom blev överste vid vägbyggnadskåren. Han återvände senare till Frankrike. Clapeyrons viktigaste arbete är inom termodynamiken och behandlar Sadi Carnots cirkelprocess, som han formulerade matematiskt. Clapeyron har även behandlat ämnen från elasticitetsteorin.  Hans namn är ett av de 72 namn som är ingraverade på Eiffeltornet.